# Souhvězdí Pegase
Pegas je souhvězdí na severní obloze, které je pojmenováno podle legendárního Pegasa, okřídleného koně, syna boha moří Poseidóna a Medúsy. Jde o jedno z 88 moderních souhvězdí a jedno ze 48 starověkých souhvězdí uváděných Ptolemaiem.

## Legenda
O vzniku tohoto souhvězdí hovoří stará řecká báj. Když Perseus odsekl hlavu Medúse, řinula se z otevřené rány krev do moře. Na příkaz boha Poseidóna se z ní zrodil sněhobílý okřídlený kůň Pegas, který potom vyletěl na horu Helikon v Korintském zálivu, kde sídlily ochráňkyně umění múzy. Dodnes se o Pegasovi hovoří v souvislosti s uměním, hlavně básnickým. V helikónském háji žil Pegas dlouhý čas a údajně vytvořil i pramen Hippokrénu. Jednou ho chytil hrdina Bellerofontes, aby s jeho pomocí zahubil strašnou obludu Chiméru. Po porážce Chiméry však Bellerofontes zpyšněl a chtěl se na Pegasovi dostat na Olymp mezi bohy. To rozhněvalo boha Dia a tak seslal na Pegasa zuřivost. Pegas se splašil a shodil svého jezdce. Bellerofontův osud potvrzuje starou moudrost, že pýcha předchází pád. Pegas se později dostal na oblohu jako souhvězdí tak jako i Perseus. Název bájného koně pochází od Féničanů, starověkých mořeplavců. Jejich lodě měly na čele lodi polovinu okřídleného koně s uzdou, tzv. Pega Sus. Tím se vysvětluje nejen název, ale i to, že na obloze je jen přední polovina koně a navíc obrácená. Tak totiž námořníci viděli čelo své lodě z paluby.

## Hvězdy
| Hvězda | Jméno     | Hvězdná velikost |
| ------ | --------- | ---------------- |
| α Peg  | Markab    | 2,48m            |
| β Peg  | Scheat    | 2,42m            |
| γ Peg  | Algenib   | 2,83m            |
| ε Peg  | Enif      | 2,39m            |
| ζ Peg  | Homan     | 3,41m            |
| η Peg  | Matar     | 2,95m            |
| θ Peg  | Biham     | 3,55m            |
| μ Peg  | Sadalbari | 3,48m            |

Pegas je rozsáhlé souhvězdí, které však leží v oblasti chudé na hvězdy. Všechny hvězdy jeho obrazce jsou slabé, ale v poměrně prázdné oblasti, v níž se nacházejí, vynikají. Nejjasnější hvězda je epsilon, Enif, v arabštině „nos“ anebo „nozdry“, která má jen 2,39 hvězdné velikosti. Nachází se skutečně na nose smyšleného koně. Alfa se nazývá Markab, stejně jako hvězda kappa Velorum, netřeba si je proto plést. Znamená to „sedlo“ a tento název odpovídá poloze, kterou má Markab v obrazci koně. Beta Pegasi se nazývá Scheat a Gama Pegasi Algenib – i tato hvězda má svou jmenovkyně, tentokrát v souhvězdí Persea. Znamená to "křídlo koně". Delta Pegasi neexistuje, původně jí byla hvězda Sirrah, ale potom byla přeřazena do souhvězdí Andromeda jako alfa Andromedae. 1 Pegasi je dvojhvězda, kterou můžeme rozlišit i s 6cm dalekohledem.

## Objekty
Pegas není příliš bohatý na zajímavé hvězdy a objekty. Výjimku tvoří M15, známá kulová hvězdokupa 6. magnitudy. V obrazci se nachází před tlamou koně, zhruba na prodloužené spojnici hvězd theta a epsilon. V Pegasovi se nachází i několik galaxií, z nichž je nejjasnější spriálová galaxie NGC 7331. Jen půl stupně jihojihozápadně od NGC 7331 se nachází známá skupina vzdálených galaxií nazývaná Stephanův kvintet. Je tvořen skupinou čtyř sobě blízkých gravitačně vázaných galaxií NGC 7317, NGC 7318A, NGC 7318B, NGC 7319 a galaxií NGC 7320, které leží blíže Zemi než ostatní čtyři . V souhvězdí Pegase se nachází i nejbližší pravidelná kupa galaxií označovaná jako Kupa Pegasus. Tato kupa má sférickou strukturu rozložení galaxií se silnou koncentrací ve středu.

## Poloha
Pegas je rozsáhlé podzimní souhvězdí, které na 50° severní šířky celé zapadá pod obzor. Heliaktický západ má ve večerních hodinách v březnu, opět vychází nad ránem už koncem dubna. Jeho hvězdy jsou velmi nevýrazné, ale jako orientační obrazec slouží Pegasův čtverec – velký asterismus tvořený hvězdami Algenib, Markab, Scheat a Sirrah. Od něho si už snadno odvodíme obrazec koně. Pegas je možné najít i pomocí cirkumpolárních souhvězdí. Nachází se přesně na opačné straně Polárky, než Velký vůz, přímo pod souhvězdími Cefeus a Kasiopeja.